# Врховачки Сопот
Врховачки Сопот (хрв. Vrhovački Sopot) је насељено место у саставу града Озаљ, Карловачка жупанија, Хрватска.

## Историја
До територијалне реорганизације у Хрватској био је у саставу старе општине Озаљ.

## Становништво
У попису становништва из 2011. године, Врховачки Сопот је имао 89 становника.
| Број становника према пописима | Број становника према пописима | Број становника према пописима | Број становника према пописима | Број становника према пописима | Број становника према пописима | Број становника према пописима | Број становника према пописима | Број становника према пописима | Број становника према пописима | Број становника према пописима | Број становника према пописима | Број становника према пописима | Број становника према пописима | Број становника према пописима | Број становника према пописима |
| ------------------------------ | ------------------------------ | ------------------------------ | ------------------------------ | ------------------------------ | ------------------------------ | ------------------------------ | ------------------------------ | ------------------------------ | ------------------------------ | ------------------------------ | ------------------------------ | ------------------------------ | ------------------------------ | ------------------------------ | ------------------------------ |
| 1857                           | 1869                           | 1880                           | 1890                           | 1900                           | 1910                           | 1921                           | 1931                           | 1948                           | 1953                           | 1961                           | 1971                           | 1981                           | 1991                           | 2001                           | 2011                           |
| 73                             | 103                            | 95                             | 119                            | 135                            | 120                            | 104                            | 113                            | 117                            | 117                            | 133                            | 162                            | 114                            | 105                            | 87                             | 89                             |

Напомена: До 1900. исказивано под именом Сопот. Године 1981. смањен издвајањем дела подручја који је припојен насељу Озаљ, па за тај део садржи податке од 1857. до 1971.